# Cranopsis
Cranopsis is een geslacht van weekdieren uit de klasse van de Gastropoda (slakken).

## Soorten
- Cranopsis alaris Simone & Cunha, 2014
- Cranopsis apostrema Simone & Cunha, 2014
- Cranopsis asturiana (P. Fischer, 1882)
- Cranopsis billsae (Pérez Farfante, 1947)
- Cranopsis canopa Simone & Cunha, 2014
- Cranopsis carinifera (Schepman, 1908)
- Cranopsis cearensis Simone & Cunha, 2014
- Cranopsis columbaris Simone & Cunha, 2014
- Cranopsis cucullata (Gould, 1846)
- Cranopsis cumingii (A. Adams, 1853)
- Cranopsis decorata (Cowan & McLean, 1968)
- Cranopsis enigmatica Simone & Cunha, 2014
- Cranopsis erecta (Dall, 1889)
- Cranopsis exquisita (A. Adams, 1853)
- Cranopsis floris Poppe, Tagaro & Stahlschmidt, 2015
- Cranopsis granulata (Seguenza, 1863)
- Cranopsis hycavis Simone & Cunha, 2014
- Cranopsis major (Dall, 1891)
- Cranopsis multistriata (Dall, 1914)
- Cranopsis nymphalis Simone & Cunha, 2014
- Cranopsis pelex A. Adams, 1860
- Cranopsis pileolus A. Adams, 1860
- Cranopsis serraticosta (Herbert & Kilburn, 1986)
- Cranopsis tosaensis (Habe, 1951)
- Cranopsis verrieri (Crosse, 1871)

Niet geaccepteerde soorten:
- Cranopsis agger geaccepteerd als Puncturella agger
- Cranopsis antillana geaccepteerd als Puncturella antillana
- Cranopsis expansa geaccepteerd als Puncturella expansa
- Cranopsis larva geaccepteerd als Puncturella larva